# 나보나 광장

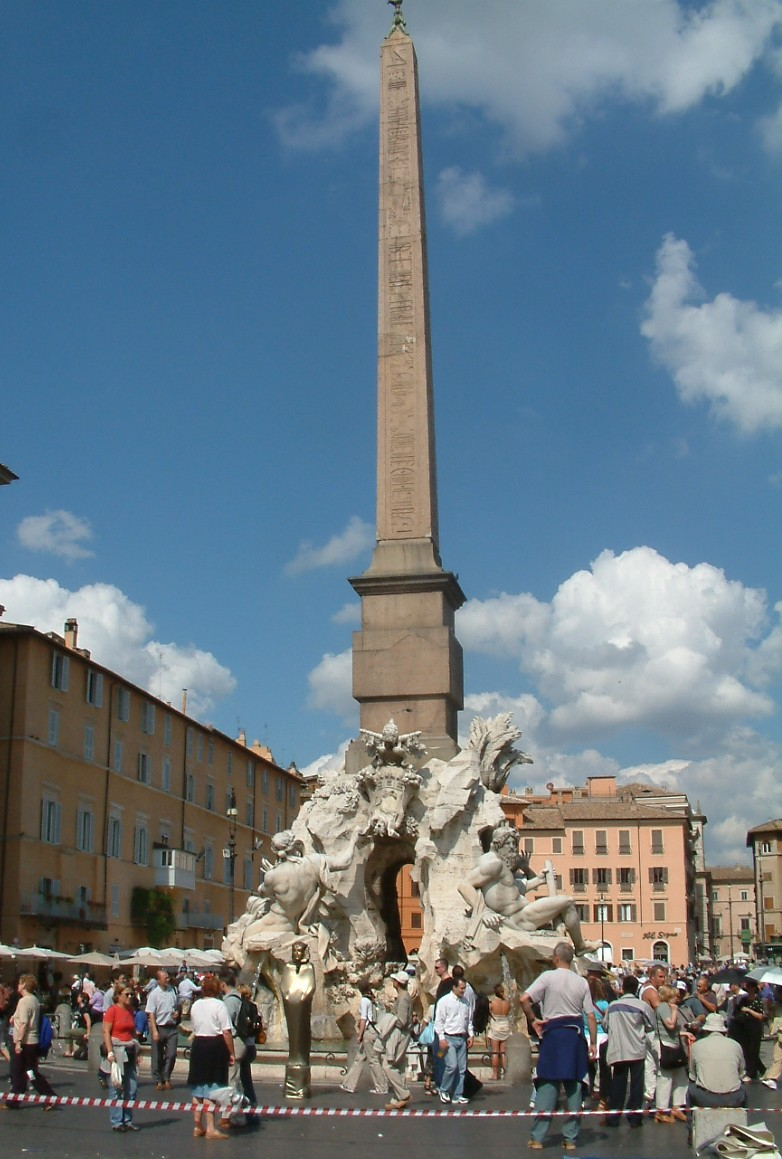
4대 강 분수와 오벨리스크.

나보나 광장(Piazza Navona)은 이탈리아 로마에 있는 광장이다. 테베레강과 코르소 거리 사이에 위치해있다. 이 광장의 역사는 고대 로마 시대로 거슬러 올라간다. 이 일대는 1세기 도미티아누스 황제가 만든 황제 도미티아누스 경기장(Circo dell'imperatore Domiziano)이 있던 곳으로, 경기장의 관중석 계단이 있던 그 자리에 오늘날 광장을 빙 둘러 감싸고 있는 건물들이 세워진 셈이다. 이 경기장은 모형 해상전투, 대중을 위한 놀이 등의 행사가 거행되던 일종의 매머드 스포츠 복합시설이었다. 나중에는 이것이 파괴되어 흔적이 거의 다 사라져버렸다. 중세기 동안에는 민중들의 축제행사가 이곳에서 계속 열렸고, 19세기에도 떠돌이 광대들이 무더운 8월의 휴일에 우스갯거리를 들고 나와 대중을 즐겁게 하였다.
현재의 직사각형 형태로 광장이 건축된 것은 17~18세기의 일인데, 그 뒤로 변형은 전혀 이루어지지 않았다. 교황 인노첸시오 10세는 지롤라모 라이날디에게 명령하여 팜필리 궁전을 재건축함으로써 그때까지 버려졌던 광장을 재정비하였다. 교황은 성녀 아녜스가 순교했던 그 자리에 성 아녜스 성당도 짓도록 하였다. 중세 때에도 이미 이 경기장 성벽 위에 첫 번째 성당이 세워졌다가 나중에 파괴되었는데 그 잔해 위에 건축가 보로미니가 새 성당을 건축하였다.
나보나 광장에는 바로크풍의 분수가 셋 있는데, 그 중에서 제일 유명한 것이 광장 가운데 자리잡은 4대 강 분수(Fontana dei Quattro Fiumi)로서 잔 로렌초 베르니니가 설계한 것이다. 네 사람의 비유적 형상은 나일강, 갠지스강, 다뉴브강, 라플라타강을 상징적으로 나타내고 있다.

## 미디어
- skyTravel : 《나 혼자 간다, 여행》 - 김서형 in 이탈리아